# サミソニ・タウケイアホ
サミソニ・タウケイアホ（Samisoni Taukei'aho、1997年8月8日 - ）は、スーパーラグビー・パシフィックチーフスに所属するラグビーユニオン選手。

## プロフィール
- トンガ・トンガタプ島出身[1]。
- ポジションはフッカー(HO)。
- 身長 183cm、体重 115kg
- ニュージーランド代表キャップは20（2022年10月現在）でラグビーワールドカップ2023のニュージーランド代表に選ばれた[2]。

## 略歴
U15トンガ代表を経験した後、ニュージーランドに留学。
ワイカトを経て、2017年、チーフスに加入。